# Двориште (Крњак)
Двориште је насељено мјесто у општини Крњак, на Кордуну, Карловачка жупанија, Република Хрватска.

## Историја
У току Другог свјетског рата страдало је 68 становника Дворишта.
Двориште се од распада Југославије до августа 1995. године налазило у Републици Српској Крајини. До територијалне реорганизације насеље се налазио у саставу бивше велике општине Карловац.

## Становништво
Двориште је према попису из 2011. године имало 51 становника.
| Националност       | 1991. | 1981. | 1971. | 1961. |
| Срби               | 57    | 68    | 80    | 94    |
| Југословени        |       | 10    |       |       |
| остали и непознато |       |       |       |       |
| Укупно             | 57    | 78    | 80    | 94    |

| Демографија | Демографија | Демографија |
| Година      | Становника  | Становника  |
| ----------- | ----------- | ----------- |
| 1961.       | 94          |             |
| 1971.       | 80          |             |
| 1981.       | 78          |             |
| 1991.       | 57          |             |
| 2001.       | 31          |             |
| 2011.       |             | 51          |